# Teresa (kommun i Spanien)
Teresa är en kommun i Spanien.   Den ligger i provinsen Província de Castelló och regionen Valencia, i den östra delen av landet, 260 km öster om huvudstaden Madrid. Antalet invånare är 275. Arean är 19,9 kvadratkilometer. Teresa gränsar till Bejís, Jérica, Sacañet, Torás och Viver. 
Terrängen i Teresa är kuperad åt nordväst, men åt sydost är den platt.